# Ezio José Massa
Ezio José Massa (Formosa, 20 de noviembre de 1948) es un político y comerciante argentino. Fue nombrado ministro de Economía (a muy temprana edad) de la provincia de Formosa en el año 1981. En 1982 debió renunciar a ese cargo al ser designado como gobernador de la provincia de Formosa. Remplazó así al escribano Rodolfo Rhiner, quien gobernaba desde 1981, tras su renuncia. Su mandato duró hasta el año 1983.
Durante su gobierno se produjo inundación que afectó a la provincia durante el año 1983, donde se evacuaron casi más de 60.000 personas. Gracias a su coordinación y el trabajo de las fuerzas que estaban bajo su comando (Defensa Civil, Prefectura, Aeronáutica, Ejército y Gendarmería) los procedimientos para rescatar y redistribuir a los damnificados, El 31 de mayo de 1983, el río llegó a su marca máxima: 10,73 metros; manteniendo a la ciudad de Formosa en el peor de los caos: las escuelas, transformadas en centros de evacuados, las clases suspendidas, los servicios básicos prestados con deficiencia, supermercados desabastecidos, comercios que cerraban, productores que perdían todo, y más de 10.000 formoseños que decidieron irse de una provincia.
El 1 de abril de 1994, fue invitado a descubrir su placa y fotografía en el Museo Juan Pablo Duffard por el entonces gobernador don Vicente Joga. 